# Hans Walther Kaluza
Hans Walther Kaluza (* 19. Januar 1939 in Wien; † 7. April 2010) war ein österreichischer Verwaltungsjurist.

## Leben
Er studierte an der Rechts- und Staatswissenschaftlichen Fakultät der Universität Wien (abs. iur. 1963, Dr. iur. 1977). Während seines Studiums wurde er Mitglied der KÖHV Sängerschaft Waltharia Wien, deren Senior er im WS 1961/62 war. Er war von 1963 bis 1999 beim Bundesamt für Eich- und Vermessungswesen tätig. 1989 wurde er Honorarprofessor für Technisches Recht an der Universität für Bodenkultur Wien, 1995 wurde ihm der Berufstitel des außerordentlichen Universitätsprofessors verliehen.
Kaluza war Mitglied der ÖVP.

## Schriften (Auswahl)
- mit Heribert Franz Köck, Hans R. Klecatsky und Johannes Paarhammer (Hg.): Pax et Iustitia. Festschrift für Alfred Kostelecky zum 70. Geburtstag. Berlin 1990, ISBN 3-428-06879-3.
- mit Heribert Franz Köck und Herbert Schambeck (Hg.): Glaube und Politik. Festschrift für Robert Prantner zum 60. Geburtstag. Berlin 1991, ISBN 3-428-07261-8.
- mit Johann Penz, Martin Strimitzer und Jürgen Weiss (Hg.): Recht, Glaube, Staat. Festgabe für Herbert Schambeck. Wien 1997, ISBN 3-7046-1106-9.
- mit Thomas Burtscher: Das österreichische Vermessungsrecht. Wien 2002, ISBN 3-214-03234-8.